# Берула (растение)
Бе́рула, или поруче́йничек (лат. Berula) — род многолетних травянистых растений семейства Зонтичные (Apiaceae). Широко распространён в Евразии, Африке и Северной Америке.

## Ботаническое описание
Многолетнее травянистое растение с перистыми листьями и полым стеблем.
Цветки собраны в сложные зонтики с хорошо развитыми прицветниками. Лепестки широкие обратносердцевидные, загнутые вовнутрь на конце. Чашелистики треугольные шиловидные, довольно заметные.
Плод субсферический, приплюснутый по бокам, в некоторой степени сжат у комиссуры; рубчики плохо развиты. Полуплодики пятиугольные в разрезе; карпофор скреплён с ними. Масляная трубка лежит глубоко в межплоднике.

## Таксономия
Род был впервые описан и опубликован Вильгельмом Даниелем Йозефом Кохом и Францем Карлом Мертенсом в Deutschlands Flora. Edition 3 2: 25, 433 (1826).

### Виды
Род включает в себя 6 видов.
- Berula bracteata (Roxb.) Spalik & S.R.Downie
- Berula burchellii (Hook.f.) Spalik & S.R.Downie
- Berula erecta (Huds.) Coville
- Berula imbricata (Schinz) Spalik & S.R.Downie
- Berula repanda (Welw. ex Hiern) Spalik & S.R.Downie
- Berula thunbergii (DC.) H.Wolff